# 애나벨 (인형)
애나벨(Annabelle)은 현재 워런 부부에 의해 오컬트 박물관에 보관되어 있는, 유령이 나온다고 알려진 인형이다. 애나벨은 1970년에 유령이 출몰한 것으로 추정된 후 오컬트 박물관으로 옮겨졌으며, 이후 해당 인형을 소재로 하여《컨저링,애나벨》과 같은 영화가 제작되었다.